# Saint-Jean-Poudge
 Saint-Jean-Poudge  là một xã của tỉnh Pyrénées-Atlantiques, thuộc vùng Nouvelle-Aquitaine, tây nam nước Pháp.